# UD Levante
UD Levante – offiziell Levante Unión Deportiva (valencianisch: Llevant Unió Esportiva, deutsch: Sportverein Levante) – ist ein Sportverein aus der spanischen Stadt Valencia. Die Fußballsparte des Vereins trägt die Heimspiele im Estadio Ciudad de Valencia aus. Neben Fußball werden im Verein noch weitere Sportarten angeboten.

## Fußball (Männer)

### Geschichte
UD Levante wurde 1909 als FC Levante gegründet und ist damit der älteste bestehende Fußballverein in Valencia, stand aber seit der Gründung des Stadtrivalen FC Valencia im Jahr 1919 stets in dessen Schatten. Im Jahr 1939, nach Ende des Spanischen Bürgerkriegs, fusionierte der FC Levante, dessen Stadion am Camino Hondo del Grao zerstört worden war, mit Real Gimnástico CF. Der Name des resultierenden Vereins war Levante Unión Deportiva, zu Deutsch Levante Sportunion. Die rot-blauen Vereinsfarben wurden von Gimnástico CF übernommen, die schwarz-weißen Trikots vom FC Levante dienen seither als Auswärtskleidung.
Ursprünglich spielte man im einfachen Stadion Campo de Vallejo. In den frühen 1970er Jahren wurde das Estadio Ciudad de Valencia mit 25.354 Sitzplätzen errichtet und man wechselte die Heimstätte.
Den größten Erfolg feierte der Klub während des Bürgerkriegs, 1937 wurde im von republikanischen Truppen kontrollierten Teil Spaniens die Copa de España Libre (Pokal des Freien Spanien) ausgetragen, die UD Levante durch ein 1:0 gegen seinen Stadtrivalen FC Valencia gewann. Diese Pokalrunde wurde jedoch vom spanischen Fußballverband bis zum 26. September 2007 nicht als offiziell anerkannt und wurde daher in Statistiken nicht aufgeführt. Am 26. September 2007 hat der spanischen Senat den Titel nach 70 Jahren offiziell an UD Levante vergeben.
In der gesamten Vereinsgeschichte können die Valencianer (Stand: 2024) auf achtzehn Spielzeiten in der höchsten spanischen Spielklasse, der Primera División, zurückblicken (1963/64, 1964/65, 2004/05, 2006/07, 2007/08, 2010/11 bis 2015/16, seit 2017/18). In den letzten Jahren konnte ein deutlicher Aufwind verzeichnet werden. 2002/2003 scheiterte man nur knapp am Aufstieg in die erste Liga, im nächsten Jahr gelang dann der Aufstieg, aber trotz durchweg guter Leistungen beendete das Team die Meisterschaft nur auf dem 18. Platz und stieg somit gleich wieder in die Segunda División ab, wo in der Saison 2005/06 der direkte Wiederaufstieg gelang. Ein Jahr hielt man sich zwar im Oberhaus, doch 2007/08 folgte erneut der Gang in die zweithöchste spanische Liga. Zwei Jahre spielte der Klub in der Segunda División, 2010/11 erfolgte der bislang letzte Aufstieg in die höchste spanische Spielklasse.
Die drei wohl bekanntesten Spieler, die bei UD Levante spielten, waren Johan Cruyff, Carlos Caszely und Predrag Mijatović. Auch Vicente Rodríguez und José Enrique spielten in ihrer Jugend für Levante. Die Fans werden liebevoll als „Granotes“ (val. für „Frösche“) bezeichnet. Grund ist, dass das ehemalige Stadion bei starken Regenfällen oft vom nahebei liegenden Fluss überschwemmt wurde und der Platz dann voller kleiner Frösche gewesen ist. Im offiziellen Vereinslogo ist, ebenso wie beim Stadtrivalen, das Wappentier von Valencia abgebildet, eine Fledermaus.
Am 8. Oktober 2007 wurde nach verpatztem Saisonstart Trainer Abel Resino entlassen und durch den Italiener Gianni De Biasi ersetzt. Am 16. April 2008 trat De Biasi zurück und wurde durch José Ángel Moreno ersetzt. Dieser war jedoch nur knapp drei Monate im Amt, ehe er durch Luis García Plaza ersetzt wurde, nachdem der Verein von einer Investorengruppe übernommen wurde.
Unter Juan Ignacio Martínez, der seit dem 1. Juli 2011 als Cheftrainer fungierte, schaffte der Verein am 23. Oktober 2011 die erstmalige Übernahme der Tabellenspitze der Primera División nach einem 3:0-Sieg beim FC Villarreal.

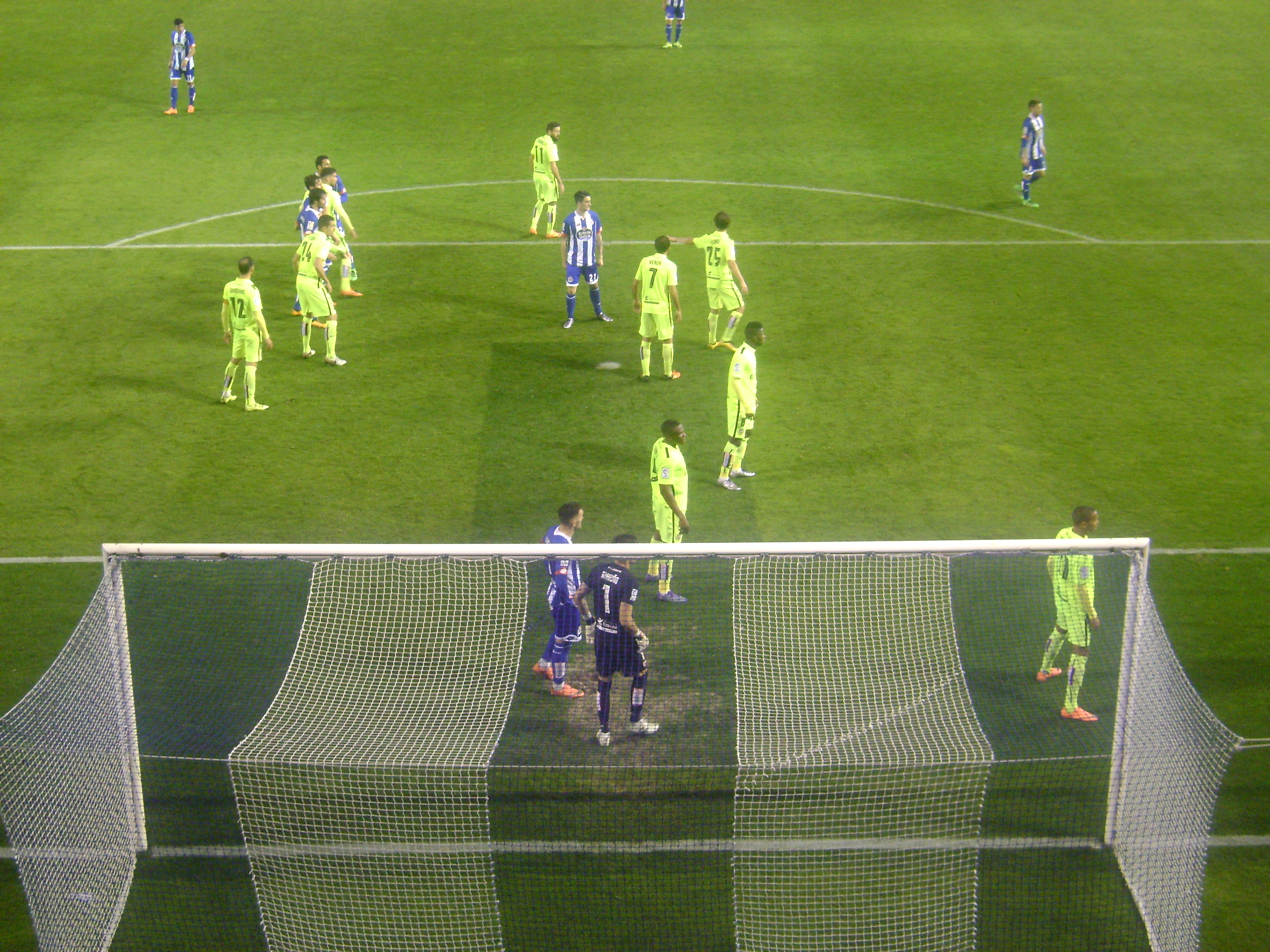
Deportivo La Coruña vs. UD Levante

Am Ende der Saison 2011/12 konnte Levante den sechsten Tabellenplatz sichern und qualifizierte sich damit für die UEFA Europa League 2012/13. Dank zweier Play-Off-Siege über den schottischen Vertreter FC Motherwell gelang der Einzug in die Gruppenphase. In einer Gruppe mit Hannover 96, Helsingborgs IF und dem FC Twente Enschede erreichte die Mannschaft als Gruppenzweiter die Zwischenrunde. Dort traf Levante auf den griechischen Vertreter Olympiakos Piräus, der mit zwei Siegen in Hin- und Rückspiel ausgeschaltet wurde. Endstation im Achtelfinale war die Mannschaft von Rubin Kasan, der man nach einem 0:0-Unentschieden in Levante mit 2:0 n. V. im Rückspiel in Kasan unterlag. Am Ende der Saison 2012/13 trennte sich der Verein von Martínez. Sein Nachfolger wurde Joaquín Caparrós, dessen Amtszeit endete am 27. Mai 2014. Nachfolger Caparrós’ war José Luis Mendilibar, der jedoch im Oktober 2014 Lucas Alcaraz weichen musste. Seit Oktober 2015 trainierte Rubi UD Levante. Nach sechs Jahren in der Primera División stieg Levante nach der Saison 2015/16 in die Segunda División ab. Für die folgende Saison wurde Juan Muñiz als Trainer verpflichtet. In der Saison 2016/17 gelang der direkte Aufstieg in die Primera División. Für die Spielzeit 2017/18 verschenkte der Verein Dauerkarten an alle bisherigen Besitzer, welche in der Saison zuvor mindestens 85 Prozent der Spiele besucht hatten.
In der Spielzeit 2021/2022 beendete Levante die Saison auf dem 19. Tabellenplatz und stieg daraufhin in die Segunda Division, die zweite spanische Liga, ab. In der Spielzeit 2024/2025 gelang als Zweitligameister der Wiederaufstieg in die höchste spanische Spielklasse.

### Statistik
- Saisons in der Primera División: 14
- Saisons in der Segunda División: 38
- Saisons in der Segunda División B: 12
- Saisons in der Tercera División: 16
- Beste Platzierung in der Primera División: 6. (2011/12)

### Erfolge
- Spanischer Pokal: 1937 (Finale: UD Levante – FC Valencia 1:0)
- Meister Segunda División: 2003/04, 2016/17

### Aktueller Kader 2024/25
| Nr.                     | Nat.     | Name                    | Geburtsdatum  | im Verein seit | Vertrag bis |
| Torhüter                | Torhüter | Torhüter                | Torhüter      | Torhüter       | Torhüter    |
| ----------------------- | -------- | ----------------------- | ------------- | -------------- | ----------- |
| 01                      | Spanien  | Andrés Fernández        | 16. Dez. 1986 | 2023           | 2025        |
| 36                      | Spanien  | Alfonso Pastor          | 4. Okt. 2000  | 2024           | 2026        |
| Abwehrspieler           |          |                         |               |                |             |
| 04                      | Spanien  | Adrián de la Fuente     | 26. Feb. 1999 | 2023           | 2026        |
| 05                      | Spanien  | Unai Elgezabal          | 25. Apr. 1993 | 2024           | 2025        |
| 14                      | Spanien  | Jorge Cabello           | 25. Apr. 2004 | 2024           | 2028        |
| 16                      | Spanien  | Diego Pampín            | 15. März 2000 | 2024           | 2025        |
| 18                      | Spanien  | Ignasi Miquel           | 18. Sep. 1992 | 2025           | 2025        |
| 22                      | Spanien  | Manu Sánchez            | 24. März 1996 | 2025           | 2026        |
| 29                      | Spanien  | Marcos Navarro          | 30. Mai 2004  | 2024           | 2025        |
| 31                      | Spanien  | Xavi Grande             | 28. Jan. 2005 | 2024           | 2028        |
| Mittelfeldspieler       |          |                         |               |                |             |
| 06                      | Georgien | Giorgi Kotschoraschwili | 29. Juni 1999 | 2022           | 2027        |
| 08                      | Spanien  | Ángel Algobia           | 23. Juni 1999 | 2023           | 2025        |
| 10                      | Spanien  | Vicente Iborra          | 16. Jan. 1988 | 2024           | 2025        |
| 20                      | Spanien  | Oriol Rey               | 25. Feb. 1998 | 2023           | 2025        |
| 21                      | Spanien  | Sergio Lozano           | 24. März 1999 | 2023           | 2026        |
| 23                      | Spanien  | Pablo Martínez          | 22. Feb. 1998 | 2020           | 2026        |
| Stürmer                 |          |                         |               |                |             |
| 07                      | Spanien  | Roger Brugué            | 4. Nov. 1996  | 2021           | 2026        |
| 09                      | Spanien  | Iván Romero             | 10. Apr. 2001 | 2023           | 2026        |
| 11                      | Spanien  | José Luis Morales       | 23. Juli 1987 | 2024           | 2025        |
| 19                      | Spanien  | Álex Forés              | 12. Apr. 2001 | 2025           | 2025        |
| 24                      | Spanien  | Carlos Álvarez          | 6. Aug. 2003  | 2023           | 2027        |
| 30                      | Spanien  | Víctor Fernández        | 9. Nov. 2007  | 2024           | 2028        |
| 38                      | Spanien  | Carlos Espí             | 24. Juli 2005 | 2024           | 2027        |
| Stand: 14. Februar 2025 |          |                         |               |                |             |

### Ehemalige Spieler
| - Carlos Caszely - Fabio Celestini - Johan Cruyff - Duda - José Enrique - Ian Harte - Lauren | - Péguy Luyindula - Predrag Mijatović - Johan Mjällby - Juan Luis Mora - Vicente Rodríguez - Faas Wilkes - Obafemi Martins - Andreas Ivanschitz |

### Trainer
- Todor Veselinović (1981)
- Juande Ramos (1994–1995)
- Mané (1996–1997, 2005–2006)
- Bernd Schuster (2004–2005)
- Juan Ramón López Caro (2006–2007)
- Juan Ignacio Martínez (2011–2013)
- Joaquín Caparrós (2013–2014)
- José Luis Mendilibar (2014)
- Rubi (2015–2016)
- Juan Ramón López Muñiz (2016–2018)
- Paco López (2018–2021)
- Alessio Lisci (2021–2022)
- Mehdi Nafti (2022–)

## Frauenfußball
UD Levante verfügt seit 1998 über eine Frauenfußballmannschaft, die in der Superliga Femenina, der höchsten spanischen Spielklasse, vertreten ist. Die bisher größten Erfolge feierte man in der Saison 2000/01, als das Triple aus Meisterschaft, Pokal und Supercup geholt wurde. Insgesamt hält der Klub bei drei Meisterschaften und sechs Pokalsiege.
2001/02 und 2002/03 nahm man als spanischer Meister am UEFA Women’s Cup teil, schied aber jeweils als Gruppenzweiter der Vorrunde aus. 2008/09 war man erneut für den höchsten europäischen Wettbewerb qualifiziert und erreichte als erstes Team in der Geschichte des spanischen Frauenfußballs die zweite Hauptrunde.

### Erfolge
- Spanische Meisterschaft (3): 2000/01, 2001/02, 2007/08
- Spanischer Pokal (6): 1999/00, 2000/01, 2001/02, 2003/04, 2004/05, 2006/07

## Weitere Sportarten
Im Verein werden auch Beachsoccer, Footvolley, Handball, Leichtathletik und eSport betrieben.
Die Handballsparte des Vereins spielt unter dem Namen Levante UD BM Marni; in der Spielzeit 2022/2023 traten 25 Mannschaften an. Daniel Martínez begann beim Verein seine Karriere.